# 仙岩隧道

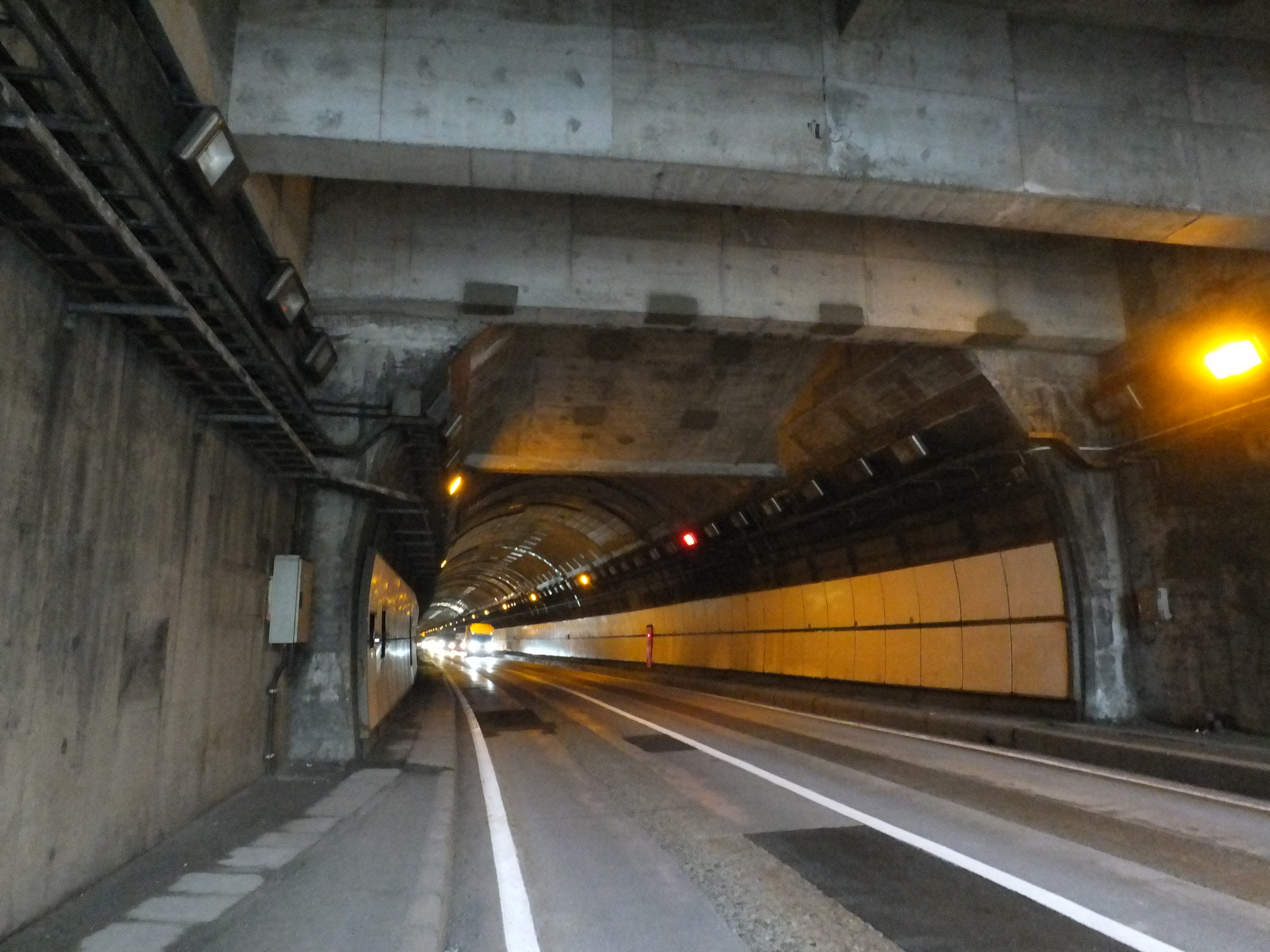
岩手县一侧隧道口

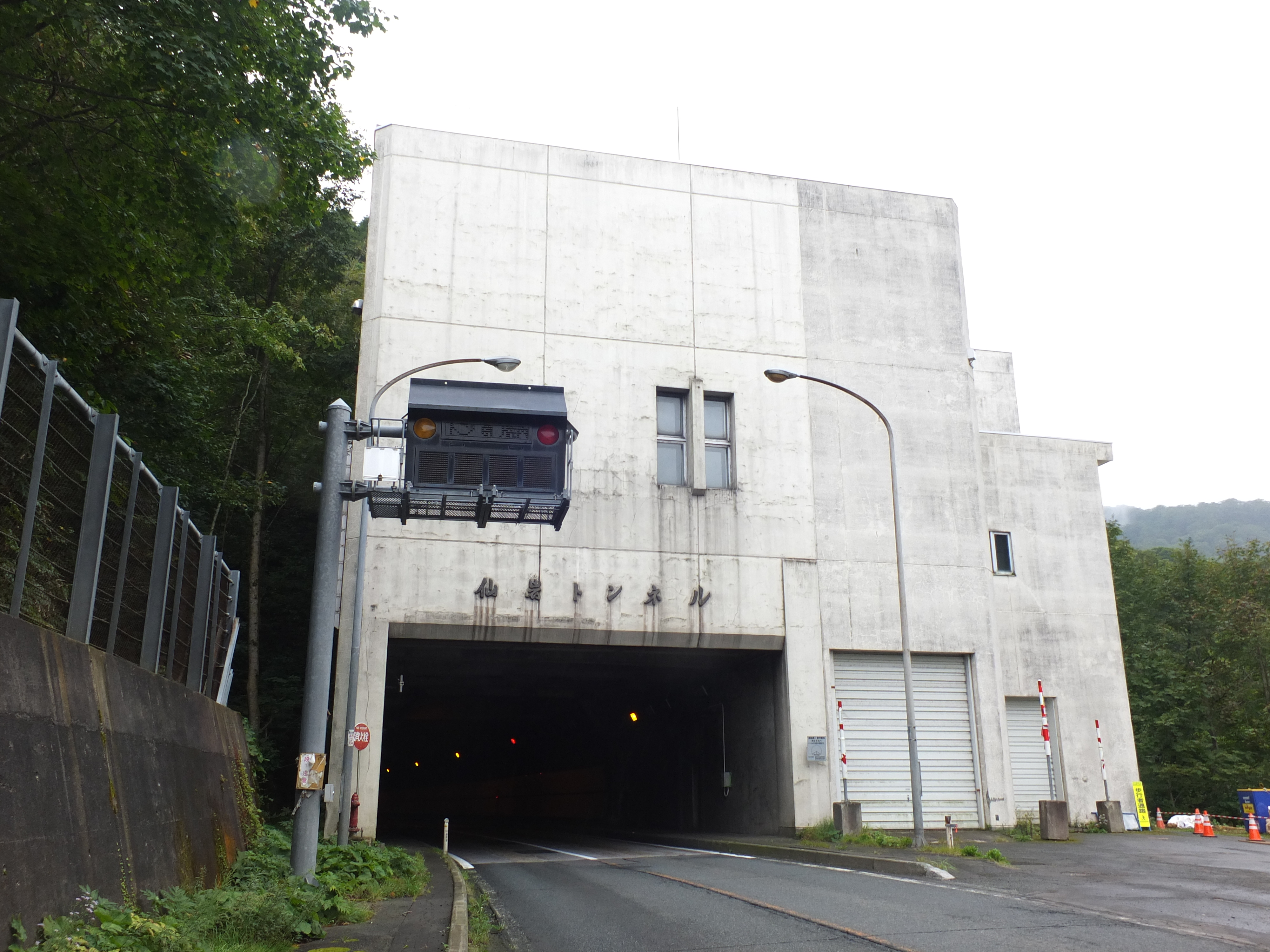
秋田县一侧隧道口

仙岩隧道（日语：／ Sengan Tonneru）是日本的一座公路隧道，承载日本46號國道穿过秋田县仙北市与岩手县岩手郡雫石町交界处的仙岩峠，长2544米，1975年建成通车。